# Amara (rovarnem)

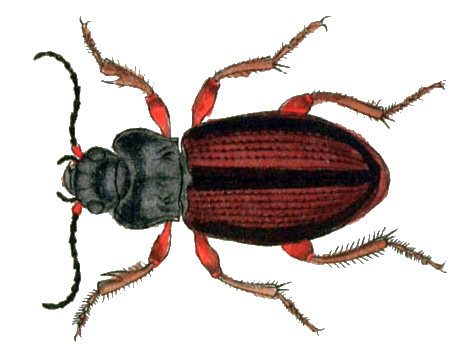
Amara alpina

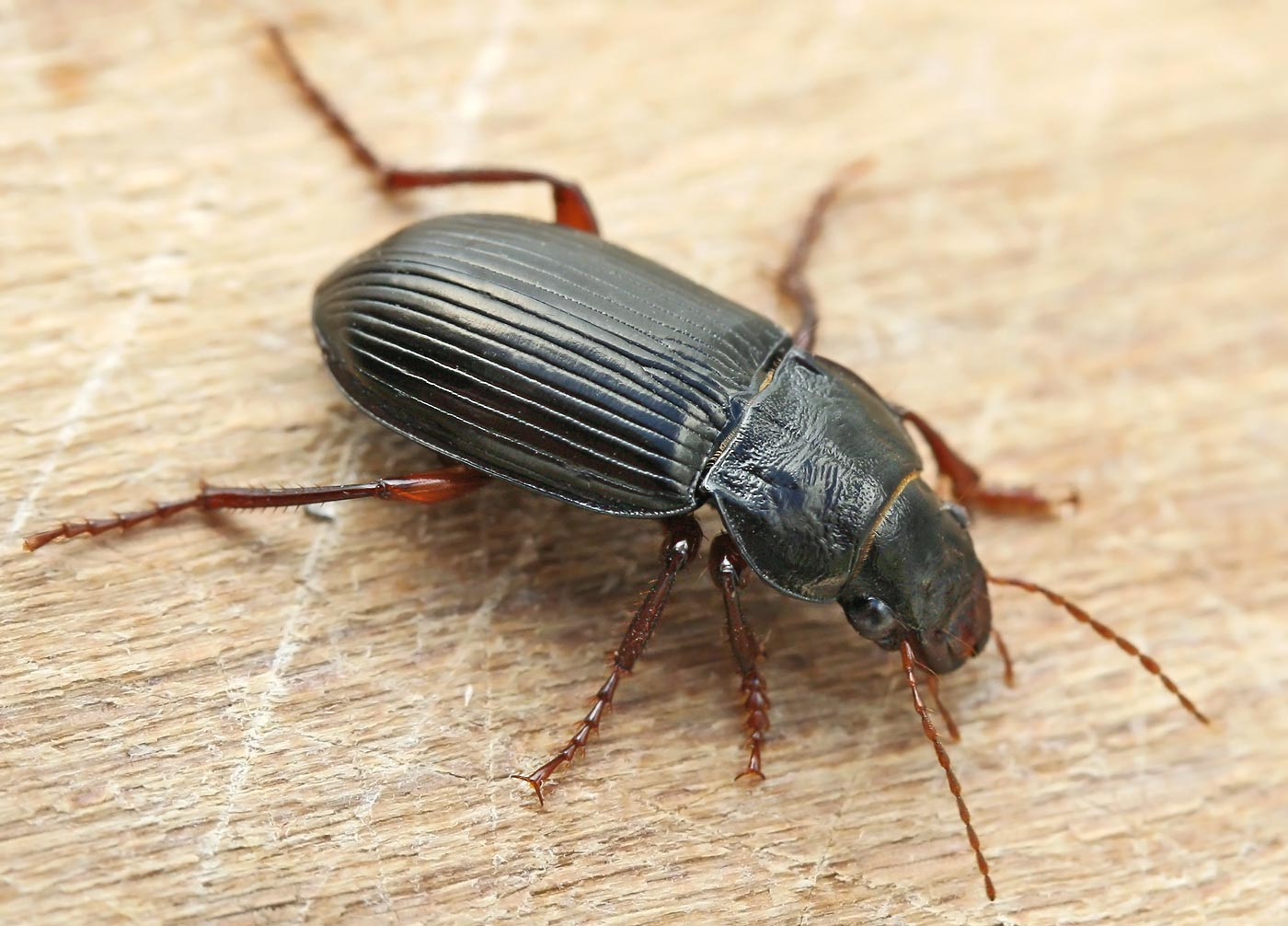
Amara aulica

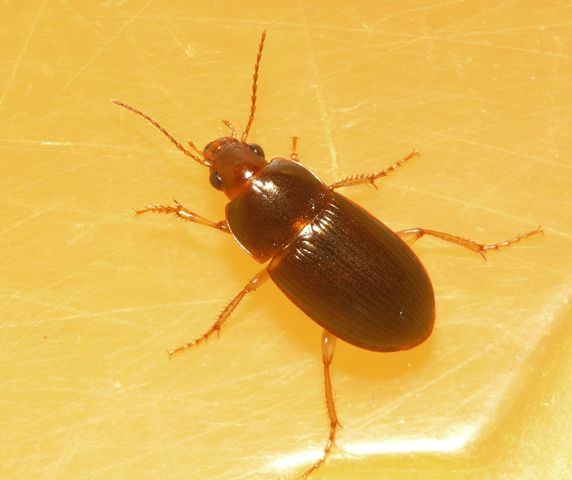
Amara bifrons

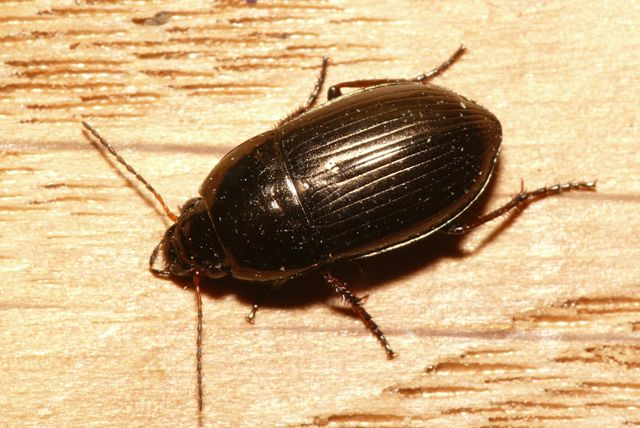
Amara communis

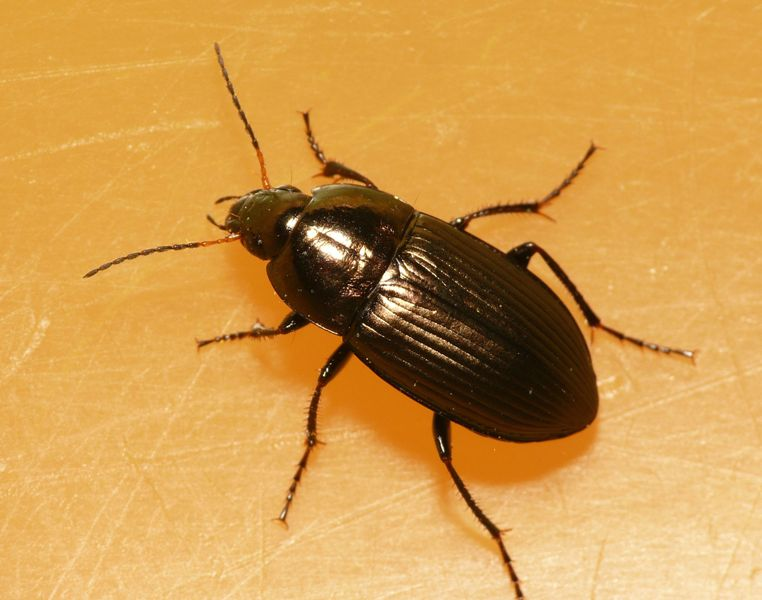
Amara convexior

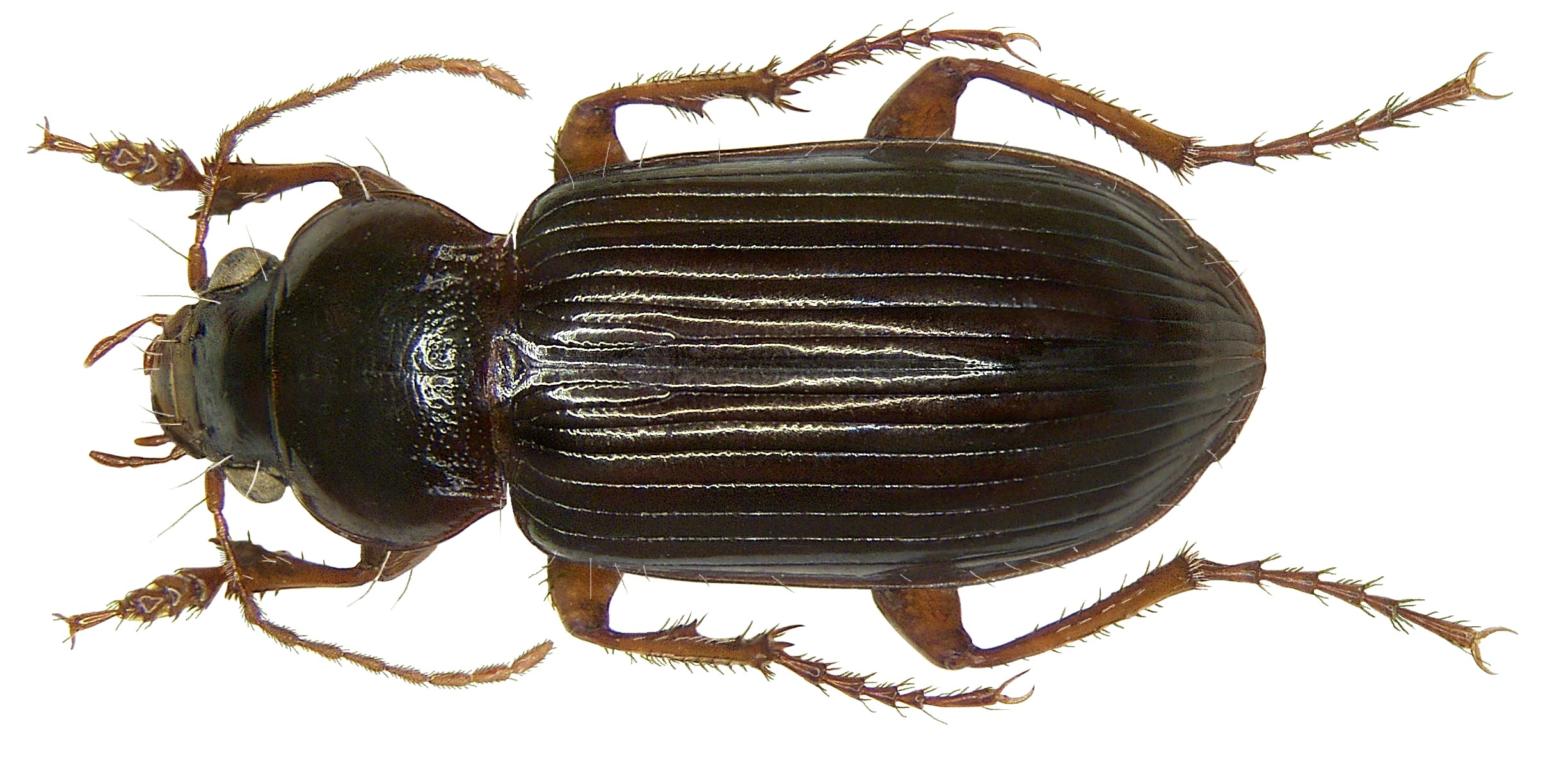
Amara convexiuscula

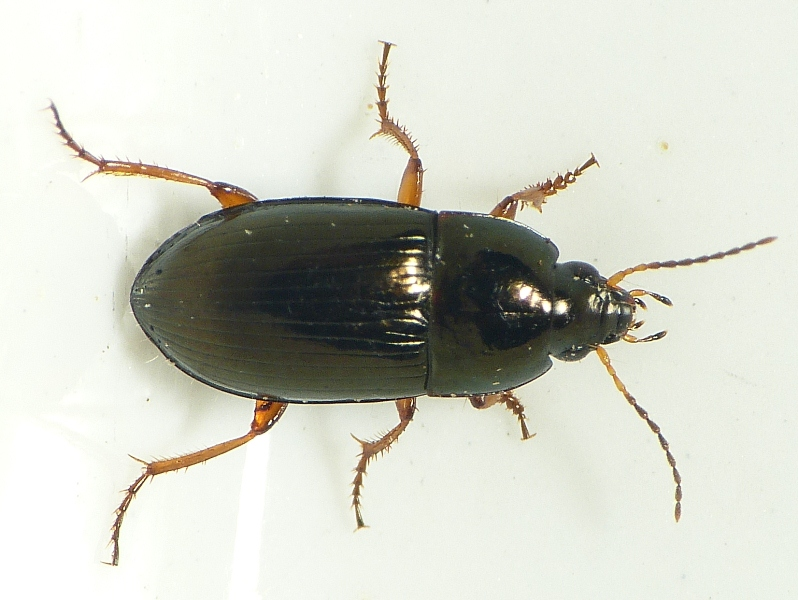
Amara familiaris

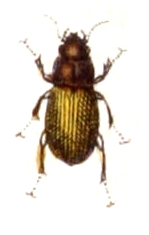
Amara fulva

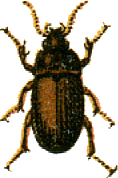
Amara lunicollis

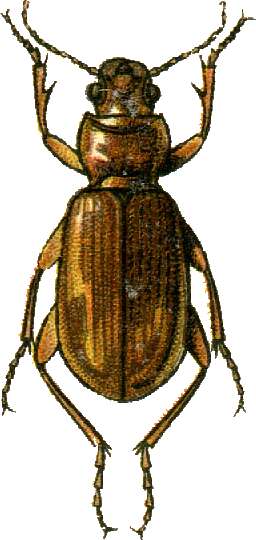
Amara lutescens

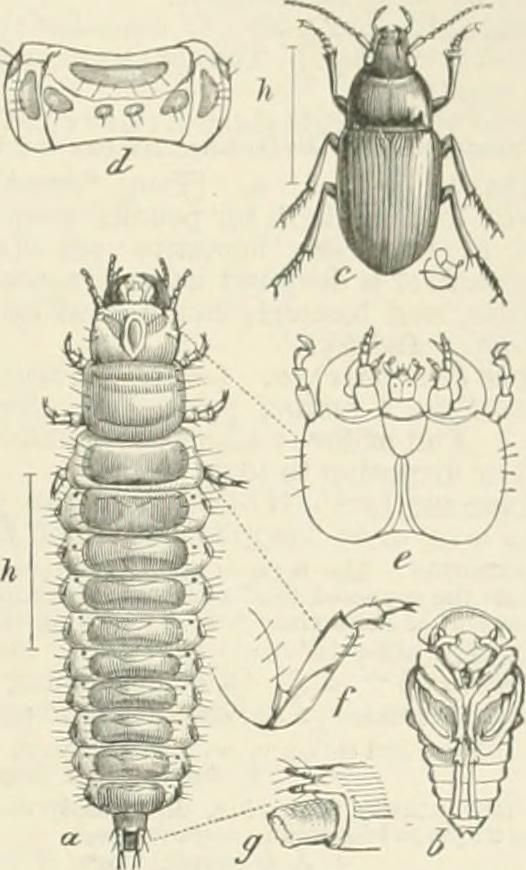
Amara obesa

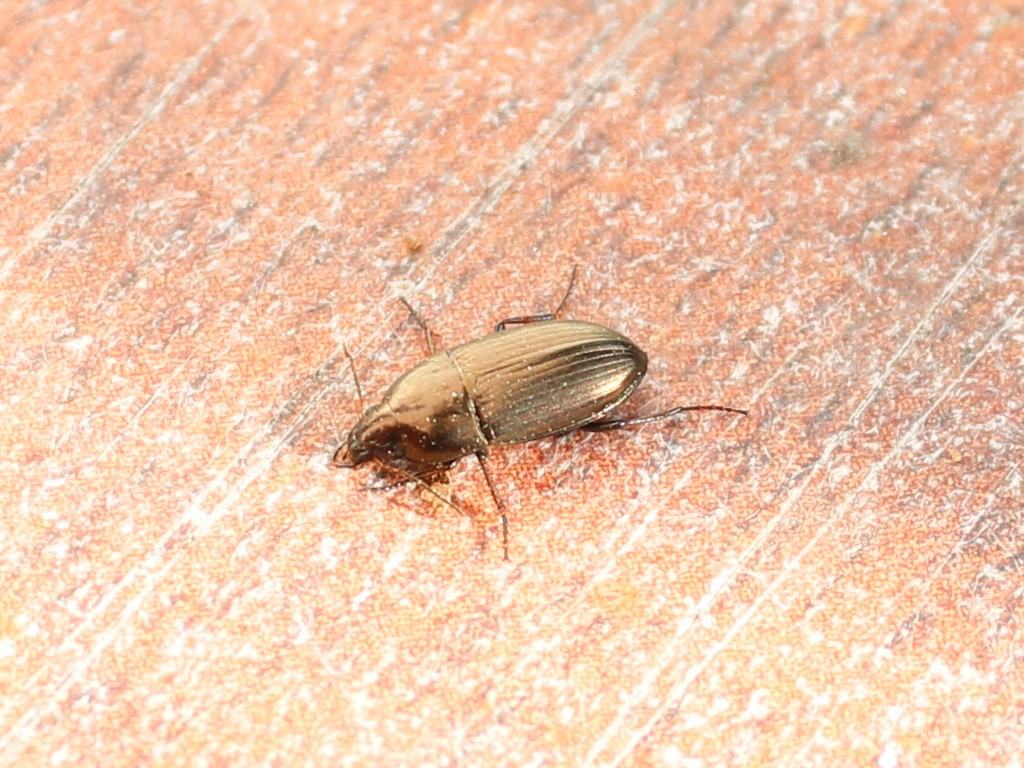
Amara ovata

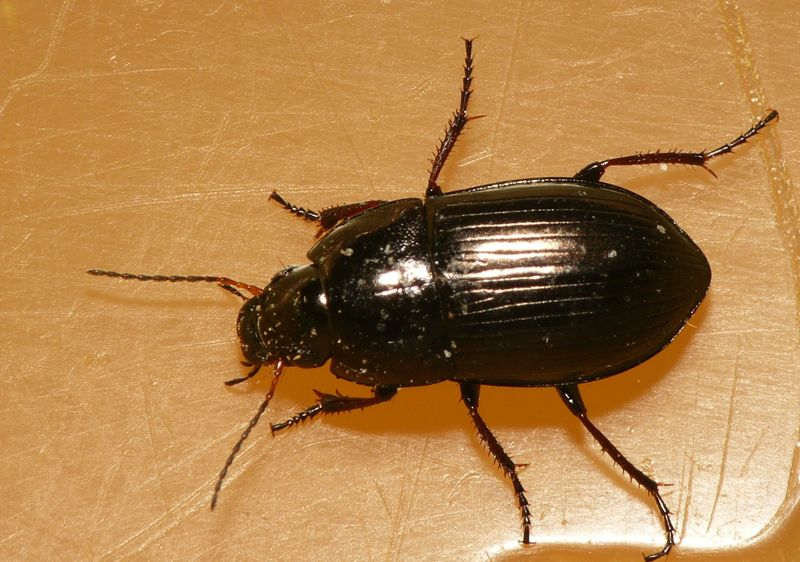
Amara similata

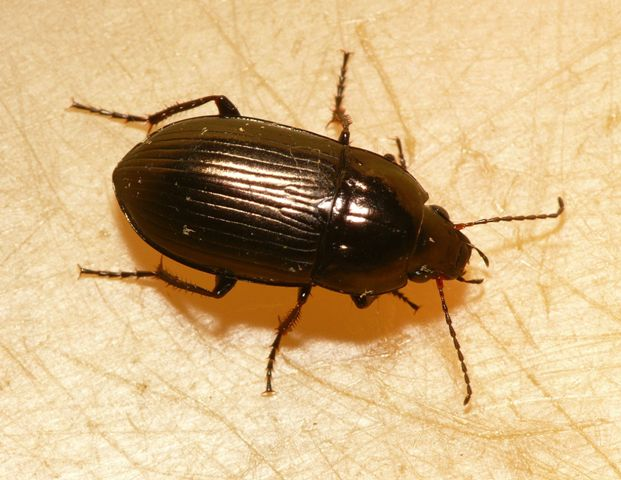
Amara spreta

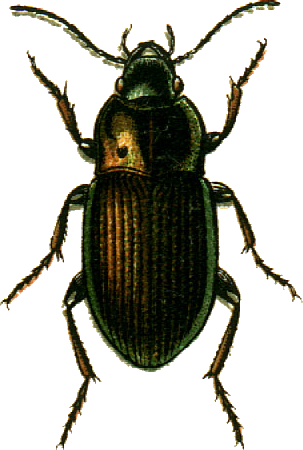
Amara strenua

Az Amara a rovarok (Insecta) osztályának bogarak (Coleoptera) rendjébe, ezen belül a ragadozó bogarak (Adephaga) alrendjébe és a futóbogárfélék (Carabidae) családjába tartozó nem.

## Előfordulásuk
Az Amara-fajok többsége holarktikus elterjedésű, azonban néhányuk neotropikus, azaz közép- és dél-amerikai, valamint kelet-ázsiai elterjedésű.

## Megjelenésük
Ezek a futrinkafélék általában fényesen feketék vagy bronzszínűek. Testalkatuk gólyószerű.

## Életmódjuk
Főleg növényevők; néhányuk felmászik a füvekre, hogy a fűmagot fogyassza. Néhányukat gyomirtásra használ az ember. Az emberi településekre, kultúrtájakra több faj is betelepült.

## Rendszerezés
A nembe az alábbi 592 faj tartozik (meglehet, hogy a lista hiányos):
- Amara abbreviata Chaudoir, 1842
- Amara abdominalis Motschulsky, 1844
- Amara aberrans Baudi di Selva, 1864
- Amara abnormis Tschitscherine, 1894e 393
- Amara aenea DeGeer, 1774
- Amara aeneola Poppius, 1906
- Amara aeneopolita Casey, 1918
- Amara affinis Dejean, 1828
- Amara africana Putzeys, 1872
- Amara agona Tschitscherine, 1898
- Amara ahngeriana Tschitscherine, 1903
- Amara aidereensis Hieke, 2002
- Amara aimonissabaudiae Baliani, 1932
- Amara alacris Tschitscherine, 1899
- Amara alaiensis Tschitscherine, 1894
- Amara albarracina Hieke, 1984
- Amara alecto Andrewes, 1930
- Amara alexandriensis Hieke, 1988
- Amara alpestris A. Villa & C.B. Villa, 1833
- Amara alpicola Dejean, 1828
- Amara alpina (Paykull, 1790)
- Amara altiphila Hieke, 1995
- Amara altissima Hieke, 1981
- Amara ambulans C. Zimmermann, 1832
- Amara amnenkorensis Hieke, 2003
- Amara ampliata Bates, 1873
- Amara amplipennis Baliani, 1943
- Amara andreae Tschitscherine, 1898
- Amara andrewesi Baliani, 1932
- Amara angustatoides Hieke, 2000
- Amara anterolata Hieke, 2001
- Amara anthobia A. Villa & G. B. Villa, 1833
- Amara anxia Tschitscherin, 1898
- Amara apachensis Casey, 1884
- Amara apricaria (Paykull, 1790)
- Amara arcuata Putzeys, 1865
- Amara arenaria Putzeys, 1865
- Amara armeniaca Motschulsky, 1839
- Amara arnoldiana Kryzhanovskij, 1974
- Amara arrowi Bahane, 1934
- Amara asiatica Jedlicka, 1957
- Amara astrabadensis Lutshnik, 1935
- Amara astrophila Hieke, 2000
- Amara asymmetrica Tanaka, 1957
- Amara atlantis Antoine, 1925
- Amara aulica Panzer, 1796
- Amara aurata Dejean, 1828
- Amara aurichalcea Germar, 1824
- Amara avida (Say, 1823)
- Amara badakshana Kryzhanovskij, 1974
- Amara balangshana Hieke, 1994
- Amara baliani Jedlicka, 1935
- Amara balkhashica Kabak, 1993
- Amara bamidunyae Bates, 1878
- Amara banghaasi Baliani, 1933
- Amara banjyangi Hieke, 2002
- Amara barcelonensis Hieke, 1983
- Amara basillaris (Say, 1823)
- Amara batesi Csiki, 1929
- Amara begemdirica Hieke, 1978
- Amara beicki Hieke, 1988
- Amara belfragei Horn, 1892
- Amara beresowskii Hieke, 2005
- Amara beybienkoi Kryzhanovskij, 1974
- Amara biarticulata Motschulsky, 1844
- Amara bickhardti Sainte-Claire Deville, 1906
- Amara bicolorata Hieke, 2002
- Amara bifrons Gyllenhal, 1810
- Amara birmana Baliani, 1934
- Amara bischoffi Jedlicka, 1946
- Amara bispinula Hieke, 1997
- Amara blanchardi Hayward, 1908
- Amara bokori Csiki, 1929
- Amara boreodzungarica Kabak, 1990a 35
- Amara bowditchi Hayward 1908
- Amara bradyta Hieke, 1988
- Amara bradytoides Reitter, 1889
- Amara bradytonota Hieke, 2001
- Amara brevicollis Chaudoir, 1850
- Amara brevis Dejean, 1828
- Amara browni Lindroth, 1968
- Amara brucei Andrewes, 1923
- Amara brunnea Gyllenhal, 1810
- Amara brunnipes Motschulsky, 1859
- Amara bucharica Tschitscherine, 1898
- Amara cadouali Morvan, 1977
- Amara calathoides Putzeys, 1866
- Amara californica Dejean, 1828
- Amara cameroni Baliani, 1934
- Amara cardionota Putzeys, 1878
- Amara cardionotoides Hieke, 1988
- Amara cardui Dejean, 1831
- Amara carexiphaga Hieke, 2003
- Amara carinata (LeConte, 1848)
- Amara castanea Putzeys, 1866
- Amara celioides Baliani, 1934
- Amara chaklaensis Hieke, 2003
- Amara chalcea Dejean, 1828
- Amara chalciope Bates, 1891
- Amara chalcites Dejean, 1828
- Amara chalcophaea Bates, 1873
- Amara chamdoensis Hieke, 2002
- Amara charchirensis Hieke, 1993
- Amara charis Andrewes, 1930
- Amara chaudoiri Schaum, 1858
- Amara chihuahuae (Casey, 1918)
- Amara chinensis Tschitscherine, 1894
- Amara chlorotica Fairmaire, 1867
- Amara chodjaii Morvan, 1975
- Amara cholashanensis Hieke, 2000
- Amara chormaensis Hieke, 1995
- Amara chumbiensis Hieke, 2003
- Amara clarkei Hieke, 1976
- Amara coelebs Hayward, 1908
- Amara coiffaiti Jeanne, 1981
- Amara colasi Paulian & Villiers, 1939
- Amara collivaga Hieke, 1997
- Amara colvillensis Lindroth, 1968
- Amara communis Panzer, 1797
- Amara concinna C. Zimmermann, 1832
- Amara conflata LeConte, 1855
- Amara confusa LeConte, 1848
- Amara congrua A. Morawitz, 1862
- Amara conoidea Putzeys, 1866
- Amara consericea Hieke, 2002
- Amara constantini Binaghi, 1946
- Amara consularis Duftschmid, 1812
- Amara convexa LeConte, 1848
- Amara convexior Stephens, 1828
- Amara convexiuscula Marsham, 1802
- Amara coraica H. Kolbe, 1886
- Amara cordicollis Menetries, 1832
- Amara corpulenta Putzeys, 1866
- Amara cottyi Coquerel, 1859
- Amara crassispina LeConte, 1855
- Amara crenata Dejean, 1828
- Amara cretica Hieke, 2009
- Amara cribrata Putzeys, 1866
- Amara cribricollis Chaudoir, 1846
- Amara crystallina Tschitscherine, 1903
- Amara cubicollis Hieke, 1981
- Amara cuniculina Dejean, 1831
- Amara cupreolata Putzeys, 1866
- Amara cursitans C. Zimmermann, 1832
- Amara curta Dejean, 1828
- Amara curtonotoides Hieke, 2000
- Amara curvibasis Hieke, 2002
- Amara cyrenaica Baliani, 1928
- Amara dabashanica Hieke, 2002
- Amara dalijiashanica Hieke, 1997
- Amara dalmatina Dejean, 1828
- Amara danilevskyi Kabak, 1993
- Amara daochengensis Hieke, 2000
- Amara darjelingensis Putzeys, 1877
- Amara daurica Motschulsky, 1844
- Amara davatchii Morvan, 1975
- Amara davidi Tschitscherine, 1897
- Amara daxueshanensis Hieke, 2000
- Amara dentabasis Hieke, 1988
- Amara deparca (Say, 1830)
- Amara depressangula Poppius, 1908
- Amara dequensis Hieke, 1999
- Amara deserta Krynicky, 1832
- Amara deuvei Hieke, 1988
- Amara diabolica Hieke, 1988
- Amara diaphana Tschitscherine, 1894
- Amara dichroa Putzeys, 1870
- Amara dickorei Hieke, 1995
- Amara discors Kirby, 1837
- Amara disproportionalis Hieke, 1993
- Amara dissimilis Tschitscherine, 1894
- Amara distinguenda A. Morawitz, 1862
- Amara ditomoides Putzeys, 1866
- Amara doderoi Baliani, 1926
- Amara dolosa Say, 1834
- Amara dongolaensis Hieke, 1997
- Amara durangensis Van Dyke, 1943
- Amara dux Tschitscherine, 1894
- Amara dzhungarica Kryzhanovskij, 1974
- Amara elborzensis Hejkal, 2000
- Amara elegantula Tschitscherine, 1899
- Amara elevata (Motschulsky, 1844)
- Amara elgonica Alluaud, 1939
- Amara ellipsis (Casey, 1918)
- Amara emancipata Lindroth, 1968
- Amara equestris Duftschmid, 1812
- Amara erberi Hieke, 2000
- Amara eremicola Kryzhanovskij, 1962
- Amara erratica Duftschmid, 1812
- Amara erythrocnema Dejean, 1828
- Amara espagnoli Duran, 1971
- Amara eurynota Panzer, 1796
- Amara everesti Hieke, 2003
- Amara exarata Dejean, 1828
- Amara eximia Dejean, 1828
- Amara exlineae Minsk & Hatch, 1939
- Amara externefoveata Hieke, 2002
- Amara extrema Hieke, 1995
- Amara fairmairei Raffray, 1885
- Amara fairmaireoides Hieke, 1978
- Amara famelica C. Zimmermann, 1832
- Amara familiaris Duftschmid, 1812 - típusfaj
- Amara farcta LeConte, 1855
- Amara fausti Reitter, 1888
- Amara fedtschenkoi Tschitscherine, 1898
- Amara fervida Coquerel, 1859
- Amara flebilis (Casey, 1918)
- Amara floralis Gaubil, 1844
- Amara fodinae Mannerheim, 1825
- Amara fortis LeConte, 1880
- Amara franzi Hieke, 1981
- Amara frigida Putzeys, 1867
- Amara frivola Bates, 1878
- Amara fujiii Tanaka, 1959
- Amara fulva (O.F. Muller, 1776)
- Amara fulvipes Audinet-Serville, 1821
- Amara fusca Dejean, 1828
- Amara fusgenua Hieke, 1999
- Amara gangotriensis Hieke, 1988
- Amara gansuensis Jedlicka, 1957
- Amara gartokiensis Hieke, 1988
- Amara gebleri Dejean, 1831
- Amara gibba (LeConte, 1848)
- Amara gigantea Motschulsky, 1844
- Amara glabella Hieke, 1981
- Amara glabrata Dejean, 1828
- Amara glabricollis Jedlicka, 1938
- Amara glacialis Mannerheim, 1853
- Amara glebi Kabak, 2009
- Amara gobialtaica Hieke, 2000
- Amara golmudensis Hieke, 2004
- Amara goniodera Tschitscherine, 1895
- Amara gorevillei Hieke, 1970
- Amara gottelandi Antoine, 1931
- Amara gravidula Rosenhauer, 1856
- Amara hanhaica Tschitscherine, 1894
- Amara hannemanni Hieke, 1991
- Amara harpalina LeConte, 1855
- Amara harpaloides Dejean, 1828
- Amara harpalonota Hieke, 2001
- Amara hartmanni Hieke, 1997
- Amara haywardi Csiki, 1929
- Amara hedjazica Hieke, 1988
- Amara heinzorum Hieke, 1997
- Amara hejkali Hieke, 2008
- Amara helva Tschitscherine, 1898
- Amara hengduanshanica Hieke, 2002
- Amara hermoniensis Hieke, 1997
- Amara heterolata Hieke, 1997
- Amara hicksi Lindroth, 1968
- Amara hidakana Habu, 1972
- Amara hiekei Kryzhanovskij & Mikhailov, 1987
- Amara hingstoni Baliani, 1934
- Amara hiogoensis Bates, 1873
- Amara histrio Andrewes, 1930
- Amara humerangula Hieke, 1995
- Amara hyalina Semenov, 1889
- Amara hyperborea Dejean, 1831
- Amara hypsela Andrewes, 1923
- Amara hypseloides Baliani, 1934
- Amara hypsophila Antoine, 1953
- Amara idahoana (Casey, 1924)
- Amara ignatovitschi Tschitscherine, 1894
- Amara impuncticollis (Say, 1823)
- Amara incrassata Baliani, 1934
- Amara indica Putzeys, 1866
- Amara inexspectata Hieke, 1990
- Amara infima Duftschmid, 1812
- Amara ingenua Duftschmid, 1812
- Amara insignis Dejean, 1831
- Amara insularis G. H. Horn, 1875
- Amara interstitialis Dejean, 1828
- Amara involans Hieke, 2000
- Amara iranica Kryzhanovskij, 1968
- Amara irkuteana Jedlicka, 1957
- Amara irkutensis Baliani, 1934
- Amara irregularis Baliani, 1934
- Amara isajevi Kabak, 2008
- Amara isfahanensis Hieke, 1993
- Amara iturupensis Lafer, 1978
- Amara jacobina LeConte, 1855
- Amara jajalaensis Hieke, 1995
- Amara jannui Hieke, 1988
- Amara jintangensis Hieke, 2005
- Amara jordanica Hieke, 2002
- Amara jucunda (Csiki, 1929)
- Amara juldusiensis Hieke, 1988
- Amara jumlana Hieke, 1981
- Amara kabakovi Hieke, 1976
- Amara kadyrbekovi Kabak, 1991
- Amara kailasensis Hieke, 1997
- Amara kampalaensis Hieke, 1997
- Amara kanchenjungensis Hieke, 2004
- Amara kangdingensis Hieke, 1997
- Amara kangtissuensis Hieke, 2003
- Amara karalangana Hieke, 1996
- Amara karolana Hieke, 2003
- Amara karolanella Hieke, 2003
- Amara karzhantavensis Kabak, 1991
- Amara kaszabiella Hieke, 1983
- Amara kataevi (Sundukow, 2001)
- Amara katajewi Hieke, 2000
- Amara kavanaughi Hieke, 1990
- Amara kenzanensis Ishida & Shibata, 1961
- Amara khumbuensis Hieke, 2002
- Amara kilimandjarica Alluaud, 1926
- Amara kingdoni Baliani, 1934
- Amara kingdonoides Hieke, 2002
- Amara kinitzi Tschitscherine, 1899
- Amara kirghisica Kryzhanovskij, 1962
- Amara kiritshenkoi Kryzhanovskij, 1974
- Amara klapperichi Jedlicka, 1956
- Amara kocheri Antoine, 1933
- Amara kochi Baliani, 1940
- Amara koiwayai Hieke, 1993
- Amara kosagatschi Hieke, 1988
- Amara krueperi Apfelbeck, 1904
- Amara kryshanowskii Hieke, 1976
- Amara kuenlunensis Bates, 1878
- Amara kulti Fassati, 1947
- Amara kurnakowi Hieke, 1994
- Amara lacustris LeConte, 1855
- Amara laevipennis Kirby, 1837
- Amara laevissima J.R. Sahlberg, 1880
- Amara laferi Hieke, 1976
- Amara lamia Andrewes, 1924
- Amara langtangensis Hieke, 2002
- Amara lantoscana Fauvel, 1888
- Amara laoshanensis Hieke, 2002
- Amara larisae (Sundukow, 2001)
- Amara laticarpa Bates, 1873
- Amara latior (Kirby, 1837)
- Amara latithorax Baliani, 1934
- Amara ledouxi Hieke, 1988
- Amara leleupi Basilewsky, 1962
- Amara lhatsensis Hieke, 2003
- Amara lhozhagensis Hieke, 2008
- Amara lindrothi Hieke, 1990
- Amara liouvillei Antoine, 1936
- Amara litangensis Hieke, 1994
- Amara littoralis Mannerheim, 1843
- Amara littorea C.C. Thomson, 1857
- Amara longula LeConte, 1855
- Amara lopatini Kryzhanovskij, 1968
- Amara lucens Baliani, 1943
- Amara lucida Duftschmid, 1812
- Amara lucidissima Baliani, 1932
- Amara lugens Zimmermann, 1832
- Amara lugubris (Casey, 1918)
- Amara lukasi Hejkal, 2002
- Amara lunicollis Schiodte, 1837
- Amara luppovae Kryzhanovskij, 1962
- Amara lutescens Reitter, 1888
- Amara lyrata Hieke, 1981
- Amara macra (Bates, 1883)
- Amara macronota Solsky, 1875
- Amara magniceps Hieke, 1993
- Amara magnicollis Tschitscherine, 1894
- Amara maindroni Bedel, 1907
- Amara mairei Peyerimhoff, 1922
- Amara majuscula (Chaudoir, 1850)
- Amara malacensis Hieke, 1983
- Amara manasluensis Hieke, 1997
- Amara mandarina Baliani, 1932
- Amara markamensis Hieke, 2000
- Amara martensi Hieke, 1981
- Amara medvedevi Kryzhanovskij, 1974
- Amara megacephala Gebler, 1829
- Amara merula (Casey, 1918)
- Amara messae Baliani, 1924
- Amara metallescens C. Zimmermann, 1831
- Amara micans Tschitscherine, 1894
- Amara micantula Hieke, 1994
- Amara microdera Chaudoir, 1844
- Amara mikae Lafer, 1980
- Amara milalaensis Hieke, 1997
- Amara mimetica Hieke, 2003
- Amara minshanica Hieke, 1997
- Amara minuta Motschulsky, 1844
- Amara misella Miller, 1868
- Amara misera Tschitscherin, 1894
- Amara mixaltaica Hieke, 2000
- Amara mixta Baliani, 1943
- Amara moerens Zimmermann, 1832
- Amara molopiformis Kryzhanovskij, 1964
- Amara monastirensis Hieke, 2005
- Amara mondalaensis Hieke, 1997
- Amara monochroa Hieke, 2004
- Amara montana Dejean, 1828
- Amara montivaga Sturm, 1825
- Amara mopsa Hieke, 2000
- Amara morio Menetries, 1832
- Amara muchei Jedlicka, 1962
- Amara mukusensis Hieke, 1997
- Amara muliensis Hieke, 2000
- Amara multipunctatus Kabak, 1997
- Amara municipalis Duftschmid, 1812
- Amara murgabica Tschitscherine, 1902
- Amara musculis (Say, 1823)
- Amara myanmarica Hieke, 2005
- Amara nataliae Kryzhanovskij, 1974
- Amara nebrioides Kryzhanovskij, 1974
- Amara necinfima Hieke, 2000
- Amara negrei Hieke, 1976
- Amara neomexicana (Casey, 1924)
- Amara neoscotica Casey, 1924
- Amara nepalensis Hieke, 1981
- Amara nexa (Casey, 1918)
- Amara nigricornis C.C. Thomson, 1857
- Amara nikolajewi Hieke, 1999
- Amara nila Andrewes, 1924
- Amara nitida Sturm, 1825
- Amara nobilis Duftschmid, 1812
- Amara notha Antoine, 1936
- Amara nyingtriensis Hieke, 2000
- Amara obesa (Say, 1823)
- Amara obscuripes Bates, 1873
- Amara obtusangula Baliani, 1934
- Amara occidentalis Hieke, 2002
- Amara oertzeni Hieke, 1984
- Amara ondai Morita, 1995
- Amara ooptera Putzeys, 1865
- Amara orienticola Lutshnik, 1935
- Amara otini Antoine, 1938
- Amara otiosa Casey, 1918
- Amara ovata Fabricius, 1792
- Amara ovicephala Hieke, 2002
- Amara ovtshinnikovi Kabak, 1993
- Amara oxiana Tschistscherine, 1898c 99
- Amara pakistana Jedlicka, 1963
- Amara pallidula (Motschulsky, 1844)
- Amara pallipes Kirby, 1837
- Amara parkeri Baliani, 1934
- Amara parvicollis Gebler, 1833
- Amara patruelis Dejean, 1831
- Amara paumashanica Hieke, 1997
- Amara peculiaris Tschitscherine, 1894
- Amara pennsylvanica (Hayward, 1908)
- Amara perabdita Antoine, 1941
- Amara petrimontii Hieke, 1995
- Amara pingshiangi (Jedlicka, 1957)
- Amara pinguis Andrewes, 1930
- Amara pisangana Hieke, 1995
- Amara platynota Hieke, 1994
- Amara plebeja Gyllenhal, 1810
- Amara poggii Hieke, 1999
- Amara potanini Tschitscherine, 1894
- Amara praetermissa C.R. Sahlberg, 1827
- Amara propinqua Menetries, 1832
- Amara proxima Putzeys, 1866
- Amara pseudobrunnea Lindroth, 1968
- Amara pseudocoraica Hieke, 2002
- Amara pseudofulva Ali, 1967
- Amara pseudoleleupi Hieke, 1976
- Amara pseudosimplicidens Lafer, 1980
- Amara pterostichina (Hayward, 1908)
- Amara pueli Antoine, 1923
- Amara pulchra Baliani, 1943
- Amara pulpani Kult, 1949
- Amara pumilio Piochard de ha Brulerie, 1876
- Amara puncticollis Dejean, 1828
- Amara punctipennis Reitter, 1889
- Amara pyrenaea Dejean, 1828
- Amara radjabii Morvan, 1975
- Amara rectangula LeConte, 1855
- Amara reflexicollis Motschulsky, 1844
- Amara refulgens Reiche, 1876
- Amara reichei Coquerel, 1859
- Amara reitteri Tschitscherine, 1894
- Amara religiosa Hieke, 2003
- Amara retingensis Hieke & Schmidt, 2009
- Amara robusta Baliani, 1932
- Amara rotundangula Hieke, 2002
- Amara rotundata Dejean, 1828
- Amara rotundicollis Schaufuss, 1862
- Amara rubens Tschitscherine, 1898
- Amara rubrica Haldeman, 1843
- Amara rufescens Dejean, 1829
- Amara rufipes Dejean, 1828
- Amara rufoaenea Dejean, 1828
- Amara rugulifera Hieke, 2002
- Amara rupicola C. Zimmermann, 1832
- Amara sabulosa Audinet-Serville, 1821
- Amara sachiana Hieke, 2003
- Amara saginata Menetries, 1849
- Amara samnitica A. Fiori, 1899
- Amara sankhuana Hieke, 1990
- Amara saphyrea Dejean, 1828
- Amara sawadai Hieke, 1994
- Amara saxicola C. Zimmermann, 1832
- Amara schawalleri Hieke, 1990
- Amara schimperi Weneken, 1866
- Amara schmidti Hieke, 1994
- Amara schwarzi (Hayward, 1908)
- Amara schweigeri Hieke, 1997
- Amara scitula Zimmermann, 1832
- Amara sera Say, 1830
- Amara serdicana Apfelbeck, 1904
- Amara sericea Jedlicka, 1953
- Amara shaanxiensis Hieke, 2002
- Amara shahristana Kryzhanovskij & Mikhailov, 1987
- Amara shilenkovi Hieke, 1988
- Amara shinanensis Habu, 1953
- Amara shogulaensis Hieke, 1997
- Amara sichotana Lafer, 1978
- Amara sicula Dejean, 1831
- Amara sifanica Tschitscherine, 1894
- Amara sikkimensis Andrewes, 1930
- Amara silfverbergi Hieke, 1996
- Amara silvestrii Baliani, 1937
- Amara simikotensis Hieke, 2002
- Amara similata Gyllenhal, 1810
- Amara simplex Dejean, 1828
- Amara simplicidens A. Morawitz, 1863
- Amara singularis Tschitscherine, 1894
- Amara sinuaticollis A. Morawitz, 1862
- Amara sinuosa (Casey, 1918)
- Amara skopini Hieke, 1976
- Amara sodalicia (Casey, 1924)
- Amara sogdiana Kryzhanovskij, 1974
- Amara sollicita Pantel, 1888
- Amara solskyi Heyden, 1880
- Amara somoni Jedlicka, 1968
- Amara songarica Putzeys, 1866
- Amara spectabilis Schaum, 1858
- Amara spreta Dejean, 1831
- Amara spuria Lindroth, 1968
- Amara strandi Lutshnik, 1933
- Amara strenua C. Zimmermann, 1832
- Amara stricticeps Baliani, 1932
- Amara stulta Lutshnik, 1935
- Amara subconvexa Putzeys, 1865
- Amara subdepressa Putzeys, 1866
- Amara sublimis Andrewes, 1930
- Amara sublustris Tschitscherine, 1898
- Amara subplanata Putzeys, 1866
- Amara sundukowi Hieke, 2002
- Amara superans Wollaston, 1854
- Amara susamyrensis Hieke, 1988
- Amara szekessyi Jedlicka, 1953
- Amara tachypoda Tschitscherine, 1898
- Amara taguensis Hieke, 2005
- Amara taiwanica Hieke, 1999
- Amara taniantawengensis Hieke, 2005
- Amara tartariae Bates, 1878
- Amara taurica Motschulsky, 1844
- Amara tenax Casey, 1918
- Amara tenebrionella (Bates, 1882)
- Amara texana (Putzeys, 1866)
- Amara thibetana Tschitscherine, 1894
- Amara thoracica Hayward, 1908
- Amara thorongiensis Hieke, 1990
- Amara tibialis Paykull, 1798
- Amara torrida Panzer, 1796
- Amara tragbaliensis Hieke, 1990
- Amara transberingiensis Hieke, 2002
- Amara transiliensis Kryzhanovskij, 1974
- Amara tricuspidata Dejean, 1831
- Amara tschitscherinella Hieke, 1990
- Amara tumida A. Morawitz, 1862
- Amara tuntalashanica Hieke, 2002
- Amara turbata Casey, 1918
- Amara turcica Hieke, 1976
- Amara turcmenica Tschitscherine, 1894
- Amara turkestana Kryzhanovskij 1974
- Amara uhligi Holdhaus, 1904
- Amara ussuriensis Lutshnik, 1935
- Amara vagans Tschitscherine, 1897
- Amara validipes Tschitscherine, 1888
- Amara validula Tschitscherine, 1898
- Amara vecors Tschitscherine, 1899
- Amara violacea Motschulsky, 1844
- Amara virginea Baliani, 1932
- Amara viridescens Reitter, 1883
- Amara vivesi (Jeanne, 1985)
- Amara vixdentata Tanaka, 1959
- Amara vlasovi Kryzhanovskij, 1962
- Amara volatilis (Casey, 1918)
- Amara zagrosensis Morvan, 1973
- Amara zhegushanica Hieke, 2005
- Amara zhongdianica Hieke, 1997
- Amara quenseli Schonherr, 1806
- Amara walterheinzi Hieke, 1988
- Amara weiperti Hieke, 1997
- Amara weiratheri Baliani, 1935
- Amara wittmeri Hieke, 1981
- Amara wrasei Hieke, 1988
- Amara yangpachensis Hieke, 1997
- Amara yeti Hieke, 2002
- Amara yulongensis Hieke, 2005
- Amara yupeiyuae Hieke, 2000
- Amara yushuensis Hieke, 2003

### Fordítás
- Ez a szócikk részben vagy egészben  az   Amara (genus) című angol Wikipédia-szócikk ezen változatának fordításán alapul.  Az eredeti cikk szerkesztőit annak laptörténete sorolja fel. Ez a jelzés csupán a megfogalmazás eredetét és a szerzői jogokat jelzi, nem szolgál a cikkben szereplő információk forrásmegjelöléseként.